# AD Orotina
La Asociación Deportiva Orotina es un club de fútbol de Costa Rica, con sede en la ciudad de Alajuela. Fue fundado en 1962.

## Historia
Comenzaba la década de 1962 y en Orotina había una tercera división integrada por un grupo de jóvenes. Aquel equipo competía con el nombre de Orotina F.C, y fue subcampeón de la Liga Nacional en 1962.
El domingo 30 de enero de 1983 los orotinenses tuvieron la oportunidad de subir a la segunda. Sin embargo, pierden la final de tercera (2.ª. División de ACOFA) contra el representante de Puntarenas, Deportivo Costa Rica F.C.
Para 1983 los orotinenses compiten en la 3.ª. División de ANAFA. Y es hasta 1984 que clasifican a la Segunda B donde quieren ascender a la antesala de los consagrados y consecuentemente a la primera división.
Fue en definitiva en la temporada 1994-95 cuando los orotinenses logran el ansiado boleto a la segunda categoría. Lamentablemente desciende a la Primera División de ANAFA en el año 2000 y más tarde a la tercera división.
Para el 2005 se reorganiza, luego de tomar la franquicia de la A.D. Cuatro Esquinas de ese cantón alajuelense. Luego del descenso de Orotinense, los habitantes de esta localidad hicieron un gran esfuerzo para volver a tener un equipo del pueblo en alta competencia.

## Uniforme
- Uniforme titular: Camiseta verde con rayas amarillas, pantalón verde, medias verdes.
- Uniforme reserva: Camisa, pantalón y medias blancas

## Palmarés

### Torneos nacionales
- Subcampeón Liga Nacional Alajuela (1): 1962
- Subcampeón Tercera División de Costa Rica (1): 1982-83
- Tercera División de Costa Rica Segunda B de ANAFA (1): 1994-95